# Arthington (Liberia)
Arthington ist ein kleiner Ort in der westafrikanischen Republik Liberia. Er befindet sich im Montserrado County.
Der Ort Arthington geht zurück auf eine großzügige Spende des englischen Philanthropen Robert Arthington, der aus Sympathie für die Arbeit der American Colonization Society eine bedeutende Summe zum Aufbau einer Siedlung in Liberia bereitgestellt hatte.
Der am Saint Paul River liegende Ort wurde im Jahr 1869 von 79 Afroamerikanern aus dem Bertie County im Bundesstaat North Carolina gegründet und hatte um das Jahr 2000 etwa 650 Einwohner. Die Siedler waren sehr erfolgreich im Anbau von Zuckerrohr, Kaffee und Ingwer. Mit ihren Produkten betrieben sie Ende des 19. Jahrhunderts eine der erfolgreichsten Handelsgesellschaften Liberias. Das Schicksal und die Daten der ersten Siedlergeneration sind durch genealogische Forschungen bekannt und wurden publiziert.
Am Rande der Siedlung wurde in den 1950er Jahren von amerikanischen Geologen und Ingenieuren der Bauplatz für den Mount-Coffee-Staudamm gefunden. Das Wasserkraftwerk lieferte bis zur Zerstörung im Bürgerkrieg den Großteil der benötigten Elektroenergie für die 25 Kilometer entfernte Hauptstadt Monrovia.

## Persönlichkeiten
- Ellen Mills Scarbrough (1900–1983), Pädagogin und Politikerin
- Charles Taylor (* 1948), der 22. Präsident Liberias